# Československá měnová reforma (1919)
Československá měnová reforma roku 1919 také zvaná Rašínova měnová reforma měla za úkol oddělit československý peněžní oběh od ostatních částí bývalého Rakousko-Uherska, kde byla používána rakousko-uherská koruna. Jejím výsledkem bylo mimo jiné zavedení československé koruny. Hlavním architektem reformy byl první československý ministr financí Alois Rašín.

## Cíle reformy
- osamostatnit peněžní oběh
- zlikvidovat inflační peníze, které vznikly během první světové války
- vytvořit novou československou měnu
- založit měnovou politiku na maximálním zhodnocení měny – tedy na zvyšování její kupní síly
- spojit korunu se zlatem – zlatý standard

## Provedení
V noci z 25. na 26. února byly uzavřeny hranice a byl zastaven veškerý pohyb osob a zboží přes hranice, včetně poštovního styku. V době od 3. do 9. března bylo provedeno okolkování většiny rakousko-uherských bankovek nalézajících se na území ČSR a namísto rakousko-uherské koruny byla zavedena koruna československá v poměru 1 : 1.
V první fázi reformy byla provedena měnová odluka od Rakousko-Uherska a vytvořena nová samostatná československá měna. Při kolkování bankovek byla označena polovina[zdroj?] předložených hotovostí. V rámci druhé fáze reformy, spočívající v realizaci deflační politiky, byla třetina hotovosti předložené ke kolkování zadržena jako nucená státní půjčka úročená jedním procentem. Byly vydány vkladní listy, tedy vládní dluhopisy, které zněly na jméno a byly nepřevoditelné; tímto způsobem bylo staženo z oběhu asi 33 % oběživa. Současně s tím byl pořízen soupis veškerého movitého a nemovitého majetku, cenných papírů a vkladů. Tento soupis byl podkladem pro dávku z majetku a z přírůstku majetku. Úkolem tohoto opatření bylo eliminovat aktiva a majetek, který byl inflačního původu. Dávky byly výrazně progresivní a měly za úkol odčerpat finanční bezhotovostní kupní sílu a zdanit válečné zbohatlíky.
10. dubna 1919 byla zavedena koruna československá – peněžní jednotka nového československého státu. Proti tomuto označení protestovala řada historiků, kteří namítali, že toto jméno nemá oporu v české historii. Navrhovali jiné označení – např. frank, sokol, řepa apod. Současně s tím se připravovaly podmínky pro zavedení zlatého standardu. Hlavním úkolem bylo vytvoření potřebné zlaté rezervy – zlatého pokladu. Jedním zdrojem byly dobrovolné dary (94 tisíc zlatých mincí a medailí, 64 kg ryzího zlata) a výnos státní půjčky ve zlatě, stříbře a cizích valutách. Tak bylo získáno 3 300 kg ryzího zlata, 272 000 kg ryzího stříbra). Půjčka byla splacena do roku 1926.
Zároveň byla zavedena povinnost pro československé občany a pro cizince zdržující se v ČSR déle než jeden rok nabídnout cizí měny Československé devizové ústředně.
Provedení i výsledek reformy je dodnes považován za obdivuhodný. Československá koruna se stala jednou z nejstabilnějších měn v Evropě. Problematickou okolností byl fakt, že v době provedení reformy nebyla ještě uzavřena versailleská mírová jednání a stanovena definitivní hranice ČSR – proto byla v některých oblastech osídlených národnostními menšinami reforma bojkotována.